# Hayden Carter
Hayden James Carter (Stockport, 17 dicembre 1999) è un calciatore inglese, difensore del Blackburn.

## Carriera
Ha iniziato a giocare a calcio nel settore giovanile del Manchester City prima di passare al Blackburn nel 2014. Il 18 luglio 2020 ha debuttato in prima squadra nell'incontro di Championship vinto 4-3 contro il Reading. Il 6 gennaio 2021 è stato prestato al Burton Albion fino al termine della stagione.
Rientrato al Blackburn ha giocato per i primi sei mesi prima di passare in prestito al Portsmouth il 15 gennaio 2022.
Ha segnato il suo primo gol con il Blackburn il 1º maggio 2023 nell'incontro di Championship pareggiato 1-1 contro il Luton Town.

## Statistiche

### Presenze e reti nei club
Statistiche aggiornate al 27 novembre 2023.
| Stagione        | Squadra         | Campionato      | Campionato | Campionato | Coppe nazionali | Coppe nazionali | Coppe nazionali | Coppe continentali | Coppe continentali | Coppe continentali | Altre coppe | Altre coppe | Altre coppe | Totale | Totale | Totale |
| Stagione        | Squadra         | Comp            | Pres       | Reti       | Comp            | Pres            | Reti            | Comp               | Pres               | Reti               | Comp        | Pres        | Reti        | Pres   | Reti   |        |
| --------------- | --------------- | --------------- | ---------- | ---------- | --------------- | --------------- | --------------- | ------------------ | ------------------ | ------------------ | ----------- | ----------- | ----------- | ------ | ------ | ------ |
| 2019-2020       | Blackburn       | FLC             | 2          | 0          | FACup+CdL       | 0               | 0               |                    | -                  | -                  |             | -           | -           | 2      | 0      |        |
| 2020-gen. 2021  | Blackburn       | FLC             | 1          | 0          | FACup+CdL       | 0               | 0               |                    | -                  | -                  |             | -           | -           | 1      | 0      |        |
| gen.-giu. 2021  | Burton Albion   | FL1             | 24         | 4          | FACup+CdL       | 0               | 0               |                    | -                  | -                  | FLT         | 0           | 0           | 24     | 4      |        |
| 2021-gen. 2022  | Blackburn       | FLC             | 9          | 0          | FACup+CdL       | 0+1             | 0               |                    | -                  | -                  |             | -           | -           | 10     | 0      |        |
| gen.-giu. 2022  | Portsmouth      | FL1             | 22         | 1          | FACup+CdL       | 0               | 0               |                    | -                  | -                  | FLT         | 0           | 0           | 22     | 1      |        |
| 2022-2023       | Blackburn       | FLC             | 30         | 1          | FACup+CdL       | 5+1             | 0               |                    | -                  | -                  |             | -           | -           | 36     | 1      |        |
| 2023-2024       | Blackburn       | FLC             | 15         | 0          | FACup+CdL       | 0+3             | 0               |                    | -                  | -                  |             | -           | -           | 18     | 0      |        |
| Totale carriera | Totale carriera | Totale carriera | 103        | 6          |                 | 10              | 0               |                    | -                  | -                  |             | 0           | 0           | 113    | 6      |        |